# 岩村修二
岩村 修二（いわむら しゅうじ、1949年9月16日 - ）は、日本の弁護士、元検察官、元法務官僚。東京地方検察庁検事正、名古屋高等検察庁検事長、長島・大野・常松法律事務所顧問等を歴任。

## 来歴・人物
長崎県出身。1973年3月中央大学法学部法律学科卒業。1973年10月司法試験合格、司法修習28期を経て1976年に福岡地方検察庁刑事部検事任官。前橋地方検察庁検事、東京地方検察庁検事、静岡地方検察庁検事を経て、1985年東京地方検察庁特捜部検事。1989年法務省刑事局付（刑事課）。1991年12月法務省刑事局参事官（公安課、刑事法制課）。1992年から1996年まで法務省司法試験委員（刑事政策、刑法）。1992年から1994年まで慶應義塾大学法学部非常勤講師。
法務大臣官房参事官（刑事担当）を経て、1996年4月には東京地検刑事部副部長として薬害エイズ事件の主任検事などを担当。1997年9月より同特捜部副部長として長銀事件の捜査などを指揮。2000年4月同特別公判部長。2001年中央大学大学院法学研究科非常勤講師。
2002年10月には東京地検特捜部長に就任長。在任中、石井和義の法人税法違反事件、業際研事件および坂井隆憲（元衆院議員）の政治資金規正法違反事件、土屋義彦（元埼玉県知事）の同法違反事件などの捜査を指揮する。
その後、2003年12月松山地検検事正、2005年1月最高検検事、2006年6月東京地検次席検事、2007年10月最高検刑事部長などを歴任。2008年7月より東京地検検事正、2010年6月から2011年8月まで仙台高等検察庁検事長。2012年7月20日まで名古屋高等検察庁検事長を務めた後、退官。その後、2012年10月長島・大野法律事務所の顧問に就任した。
2012年6月27日、民主党元代表の小沢一郎をめぐる陸山会事件の捜査において、東京地方検察庁検事正時代に、部下の田代政弘が虚偽の捜査報告書を作成したことの監督責任を問われ、厳重注意処分を受けた。
2012年10月下旬に弁護士登録、長島・大野・常松法律事務所顧問。2013年ファミリーマート監査役、リケン監査役。2015年キヤノン電子監査役、北海道銀行監査役、黒田電気社外調査委員。2016年ユニー・ファミリーマートホールディングス監査役。2017年10月年金積立金管理運用独立行政法人経営委員会委員。2018年6月林兼産業取締役。2020年1月弁護士法人東京フレックス法律事務所弁護士。2021年3月みずほフィナンシャルグループシステム障害特別調査委員会委員長。2021年4月T&K法律事務所弁護士。
検察内では「緻密でクール」と評価されており、政官界の汚職摘発が主流とされる特捜部にあって早くから汚職に偏らない経済犯罪摘発の重要性を唱導してきた。また法務省刑事局時代に政治資金規正法改正に携わった「政治資金規正法のエキスパート」であり、政界捜査についても実質犯である賄賂罪の立件を目指すために形式犯とされた政治資金規正法違反での強制捜査を突破口にしていた従来の方針に一石を投じ、賄賂罪に固執することなく政治資金規正法での立件を重視してきた。しかし一方で、「体制側によって決められた答え通りの逮捕劇を演じる特徴がある」との評価や、90年代後半以降の国策捜査を主導している一人であるとの見方もある。